# Брашов
Брашо́в (рум. Braşov; нім. Kronstadt; угор. Brassó; лат. Brassovia або лат. Corona) — місто в центральній частині Румунії, у Трансильванії. Адміністративний центр повіту Брашов. 253,2 тис. мешканців (2011). З 1950 до 1960 місто мало назву Орашул-Сталін (рум. Oraşul Stalin) на честь Йосипа Сталіна.

## Назва
Назва походить від печенізького слова «барасу», що означає «фортеця». На південній стороні лежить пагорбок Tâmpa де був замок Брассовія.
Німецька назва Кронштадт, значить «коронне місто». Латинська назва Корона теж значить «корона».

## Історія
У письмових джерелах згадується з 1234. Засновниками міста вважають лицарів тевтонського ордена.
У 1920-х роках в місті існував табір інтернованих вояків-українців (армії УНР), комендантом якого був Гнат Порохівський.

## Економіка

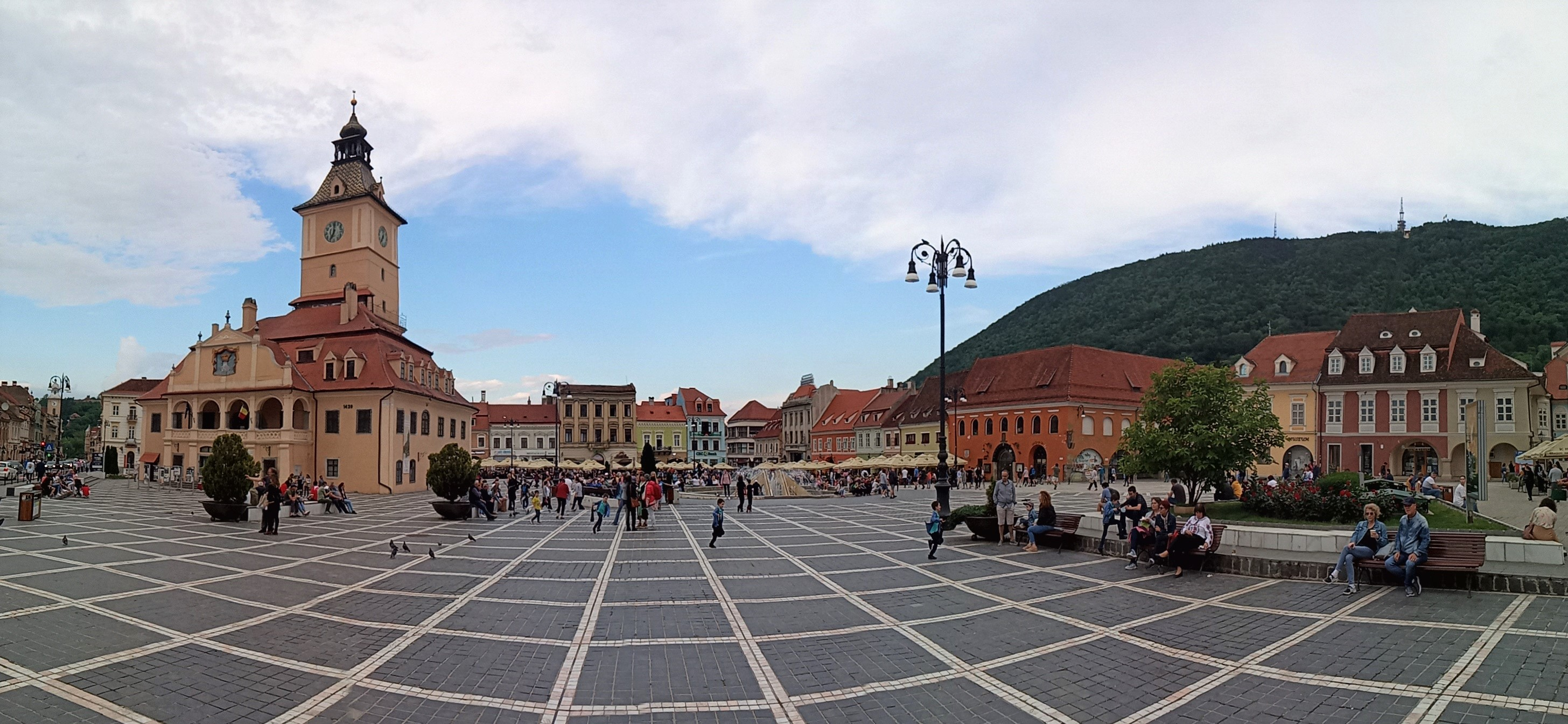
Міська площа

Виник як транспортний вузол доріг через гірські перевали (Предял тощо) в Карпатах. Другий після Бухареста промисловий центр країни. Провідна галузь господарства — машинобудування (авто-, тракторо- і верстатобудування, виробництво підшипників, нафтоустаткування тощо). Загальнонаціональне значення мають шерстяна і трикотажна промисловість. Великі підприємства харчової, хімічної і нафтопереробної промисловості, промисловість будматеріалів. Брашов — центр важливого промислового району, що включає понад 10 міст-супутників: Сечеле, Ришнов, Зернешть тощо.

## Архітектура

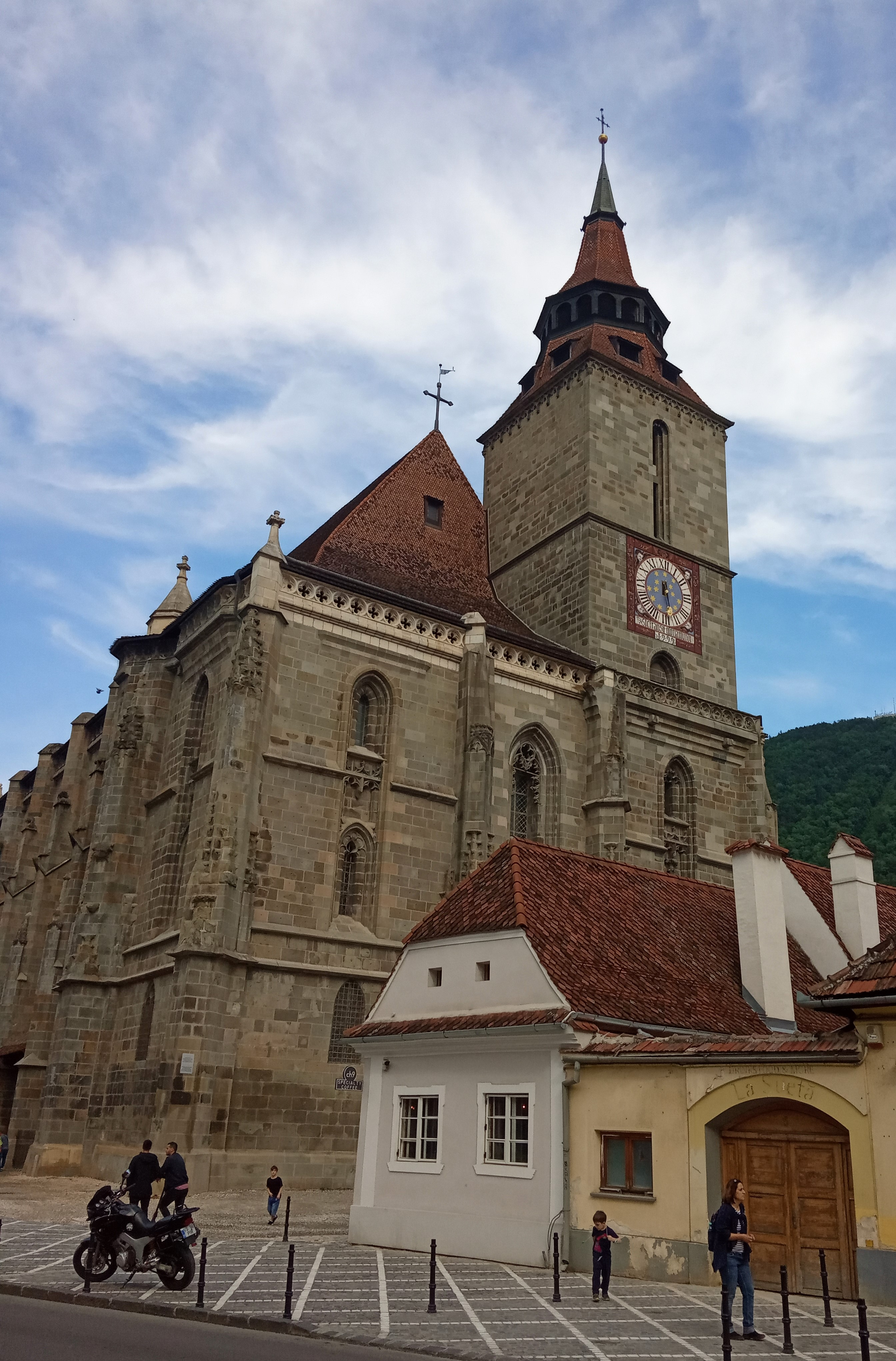
Чорна церква

У Брашові розташовані готичні церкви святого Варфоломея (близько 1260, перебудована в XV столітті) й Чорна (XIV—XV ст., інтер'єр оновлений 1689 року), ратуша (XVI століття; нині Художній музей), церква Успіння Богородиці у нео-візантійському стилі. У 1940—1960-их роках було збудовано театр, філармонію, готель, вокзал, нові житлові райони.
Окрім того, пам'яткою є Брама Катерини, єдина збережена брама середньовічної фортеці Брашова, пам'ятка фортифікаційної архітектури Румунії.

## Українці Брашова
У 1920-1921 рр. у Брашові діяв табір інтернованих вояків Армії УНР. з 1923 р. у м. Брашов існувала «Громада», яка налічувала 12 членів. До її керівного складу належали Іван Вакиринець, Василь Варфоломієв, Петро Думанський, Іван Руснак, Фома Дегтяренко. Частина з них працювала на місцевих текстильній фабриці «Тельман» та металургійному заводі «Шиль».

## Відомі люди
- Лайош Гавро
- Мішу Попп (1827—1892) — румунський художник.
- Пушкаріу Секстіл (*04.01.1877, м. Брашов (Трансильванія) — 05.05.1948, Брані, похований у Брошові, Румунія) — видатний румунський лінгвіст та літературний критик. Навчався у Лейпцизькому, Паризькому, Віденському університетах. У 1904 р. захистив докторську дисертацію. Дійсний член Румунської Академії наук (1914). У 1928 р. призначений членом Ордену Румунської Корони в ранзі Великого Офіцера.

## Міста-побратими
- Бургас, Болгарія (2013)[9][11]
- Бієліна, Боснія і Герцеговина (2018)[2][12]
- Венарія-Реале, Італія
- Гент, Бельгія (1993)[1][2]
- Гольстебро, Данія (2005)[1][2]
- Дьйор, Угорщина (1992)[1][2][6]
- Ербіль, Ірак
- Касторія, Греція (1999)[7]
- Кемер, Туреччина (1999)[7]
- Клівленд, США
- Лідс, Велика Британія[1][2]
- Лімасол, Кіпр[9]
- Лінц, Австрія (лютий 2012)[1][2][3]
- Мусашіно, Японія (1991)[1][2][8]
- Мінськ, Білорусь (2005)[1][2]
- Нетанья, Ізраїль (1999)[7]
- Рішон-ле-Ціон, Ізраїль (1996)[1][7]
- Тампере, Фінляндія (1981)[1][4][…]
- Трикала, Греція (27 квітня 2006)[1][9][10]
- Тур, Франція (1990)[1][2][5]